# 小林薬局
小林薬局有限会社（こばやしやっきょく）は、鳥取県倉吉市明治町にある調剤薬局・薬店。かつては医薬品・酒類・化粧品の卸・小売を中心とする日本の企業であった。現在はメディセオ・パルタックホールディングスグループの一社エバルスである。

## 沿革
- 1887年（明治20年） - 創業、魚町に店舗を構える[1]。
- 1926年以降（昭和初期） - 現在地にも店舗を構える。
- 1941年以前（昭和16年以前） - 店舗を一ヶ所に集約。
- 1950年（昭和25年） - 有限会社に組織変更。
- 1969年（昭和44年） - 医薬品卸部門を分離させ、島根県の「王水堂薬品」と合併し「王水堂薬品・倉吉出張所」として新築移転。当時の小林薬局社長が出張所長を兼務。